# Kurt Huckerup
Kurt Hockerup, född 18 december 1944, död 29 mars 2010, var en dansk politiker och borgmästare i Vallensbæks kommun från och med 1994 till sin död, vald för Konservative Folkeparti.
Hockerup var utbildad som lärare och hade arbetet som skolinspektör.